# Helena Molony
Helena Mary Molony (15 janvier 1883 - 29 janvier 1967) est une éminente républicaine irlandaise, féministe et militante syndicale. Elle combat lors de l'Insurrection de Pâques de 1916 et devient plus tard la deuxième femme présidente du Congrès des syndicats irlandais.

## Jeunesse
Molony est née au 8 Coles Lane, près de Henry Street, dans le centre de Dublin, de Michael Molony, un épicier, et de Catherine McGrath. Sa mère est décédée tôt et son père s'est remarié plus tard, mais les deux membres du couple deviennent alcooliques, ce qui influence Helena des années plus tard.

## Inghinidhe na hÉireann
En 1903, inspirée par un discours pro-nationaliste prononcé par Maud Gonne, Molony rejoint Inghinidhe na hÉireann (Filles d'Irlande) et entame son engagement pour la cause nationaliste. En 1908, elle devient rédactrice en chef du journal mensuel de l'organisation, Bean na hÉireann (Femme d'Irlande). "Bean na hÉireann réunit un groupe nationaliste ; Constance Markievicz conçoit la page de titre et écrit la chronique sur le jardinage ; Sydney Gifford (sous le nom de plume "John Brennan") écrit pour le journal et fait partie de son équipe de production ; les contributeurs comprennent Eva Gore-Booth, Susan Langstaff Mitchell et Katharine Tynan, ainsi que Patrick Pearse, Thomas MacDonagh, George William Russell, Roger Casement, Arthur Griffith et James Stephens,.
Molony est au cœur de l'activisme du mouvement en faveur des repas scolaires ; avec Maud Gonne, Marie Perolz et d'autres, elle organise la fourniture de repas scolaires quotidiens aux enfants des zones pauvres et fait pression sur la Dublin Corporation et d'autres organismes pour qu'ils fournissent des repas appropriés (viande et légumes, et le vendredi riz et lait) aux enfants affamés de Dublin.

## Républicaine et travailliste
Molony a également une carrière d'actrice et est membre de l'Abbey Theatre. Cependant, son engagement principal reste son travail politique. Elle a une forte influence, et est créditée d'avoir amené de nombreuses personnes dans le mouvement, notamment Constance Markievicz et Kathleen Lynn, qui écrit: «Nous avions l'habitude d'avoir de longues discussions et elle m'a converti au mouvement national. C'était une fille très intelligente et attirante avec un énorme pouvoir pour se faire des amis.
Militante syndicale, Molony est une proche collaboratrice de Markievicz et de James Connolly, dont elle est un temps secrétaire. En novembre 1915, Connolly la nomme secrétaire de l'Irish Women Workers' Union, succédant à Delia Larkin. Ce syndicat a été formé pendant la grève à Jacob's Biscuit Factory en 1911 et participe au lock-out de Dublin en 1913. Molony dirige l'usine de chemises du syndicat à Liberty Hall, fondée pour donner du travail aux grévistes mis au chômage et mis à l'index après la grève. Elle est amie avec la famille de Thomas MacDonagh et de sa femme, Muriel, et est la marraine de leur fille Barbara, dont le parrain est Patrick Pearse.
Fianna Éireann, le corps de cadets des Irish Volunteers, est fondé par Constance Markievicz dans la maison de Molony au 34 Lower Camden Street, Dublin, le 16 août 1909. Markievicz travaille en étroite collaboration avec Molony et Bulmer Hobson (en) pour organiser la jeune Fianna. C'est au cours de cette période de collaboration à la construction du Fianna que Molony et Hobson se rapprochent, mais la relation ne devait pas durer. Molony confie à un ami dans les années 1930 qu'elle croyait qu'ils allaient se marier, mais que Hobson lui a « brisé le cœur » et l'a quittée.

## Insurrection de Pâques 1916
Molony est un membre éminent de Cumann na mBan, une organisation paramilitaire de femmes républicaines formée en avril 1914 en tant qu'auxiliaire des Volontaires irlandais. Des membres de Cumann na mBan se sont entraînés aux côtés des hommes des Volontaires irlandais en vue de la rébellion armée contre les forces anglaises en Irlande.
Lors de l'insurrection de Pâques de 1916, Molony est l'une des soldats de l'armée citoyenne qui attaquent le château de Dublin. Lors de la défense de l'hôtel de ville, son commandant, Sean Connolly, est tué et Molony est capturée et emprisonnée jusqu'en décembre 1916.

## Carrière ultérieure
Après la guerre civile irlandaise, Molony devient la deuxième femme présidente du Congrès des syndicats irlandais. Elle reste active dans la cause républicaine durant les années 1930, notamment auprès de la Women's Prisoner's Defence League et de la People's Rights Association.
À partir des années 1930, Molony est en couple avec le docteur Evelyn O'Brien, avec qui elle vit jusqu'à sa mort en 1967.
Elle prend sa retraite de la vie publique en 1946, mais continue à travailler pour les droits du travail des femmes; elle est décédée à Dublin le 29 janvier 1967 des suites d'un accident vasculaire cérébral. Molony est enterrée dans le carré républicain au cimetière de Glasnevin.